# Boeng Beng (gmina)
Boeng Beng (khm. ឃុំបឹងបេង) – gmina (khum) w północno-zachodniej Kambodży, w południowo-zachodniej części prowincji Bântéay Méanchey, w dystrykcie Mălai. Stanowi jedną z 6 gmin dystryktu.

## Miejscowości
Na obszarze gminy położonych jest 5 miejscowości:
- Sang Ke
- Phnom Rung
- Chrey
- Lvea
- Chambak